# Maladera sumbana
Maladera sumbana är en skalbaggsart som beskrevs av Moser 1915. Maladera sumbana ingår i släktet Maladera och familjen Melolonthidae. Inga underarter finns listade i Catalogue of Life.